# Straß im Straßertale
Straß im Straßertale ist eine Marktgemeinde mit 1784 Einwohnern (Stand 1. Jänner 2024) im Bezirk Krems-Land in Niederösterreich.

## Geografie
Straß im Straßertale liegt am östlichen Rand des Waldviertels in Niederösterreich. Die Fläche der Marktgemeinde umfasst 22,49 Quadratkilometer. 45,43 Prozent der Fläche sind bewaldet. Ungefähr 570 Hektar sind zum Weinbau genutzt. Der Ort wird von Gscheinzbach durchflossen.

### Gemeindegliederung
Das Gemeindegebiet umfasst folgende fünf Ortschaften (in Klammern Einwohnerzahl Stand 1. Jänner 2024):
- Diendorf am Walde (19)
- Elsarn im Straßertal (205)
- Obernholz (55)
- Straß im Straßertale (1414)
- Wiedendorf (91)

Die Gemeinde besteht aus den Katastralgemeinden Diendorf am Walde, Elsarn, Oberholz, Straß und Wiedendorf.
Die Marktgemeinde Straß im Straßertale ist Mitglied der Kleinregion Kamptal Süd.

### Nachbargemeinden
| Schönberg  |                    | Hohenwarth-Mühlbach (Hollabrunn) |
| Langenlois | Kompass            | Fels am Wagram (Tulln)           |
|            | Hadersdorf-Kammern | Grafenwörth (Tulln) Grafenegg    |

## Geschichte
Die ersten Siedlungsspuren der Gemeinde gehen bis in die Jungsteinzeit zurück. Während der Völkerwanderung siedelten vor allem die Langobarden im heutigen Gemeindegebiet. Die Herrschaft Falkenberg errichtete im Mittelalter eine Burg, die man heute als Ruine Falkenberg besuchen kann. 1628 wurde Straß zum Marktgemeinde erhoben. 1638 wurde die neugebaute frühbarocke Pfarrkirche Straß im Straßertale geweiht.
1970 schlossen sich die zuvor selbständigen Gemeinden Straß, Elsarn, Wiedendorf und Diendorf am Walde zur Großgemeinde Straß im Straßertale zusammen.

## Einwohnerentwicklung
Die Gemeinde Straß hat eine ungewöhnliche Bevölkerungsentwicklung. Hier nahm die Bevölkerung atypisch in den 1860er und 70er Jahren ab, dagegen wächst sie aktuell. Dieses Wachstum ist auf eine stark positive Wanderungsbilanz zurückzuführen, die Geburtenbilanz ist leicht negativ.

## Religionen
Im Jahr 2001 waren die Straßer fast ausnahmslos (89,8 %) römisch-katholischen Glaubens. Zweitgrößte Religionsgemeinschaft war der Islam (2,5 %), gefolgt von evangelischen Christen (0,8 %). 6,2 % der Bevölkerung waren ohne religiöses Bekenntnis.

## Politik
Der Gemeinderat hat 19 Mitglieder.

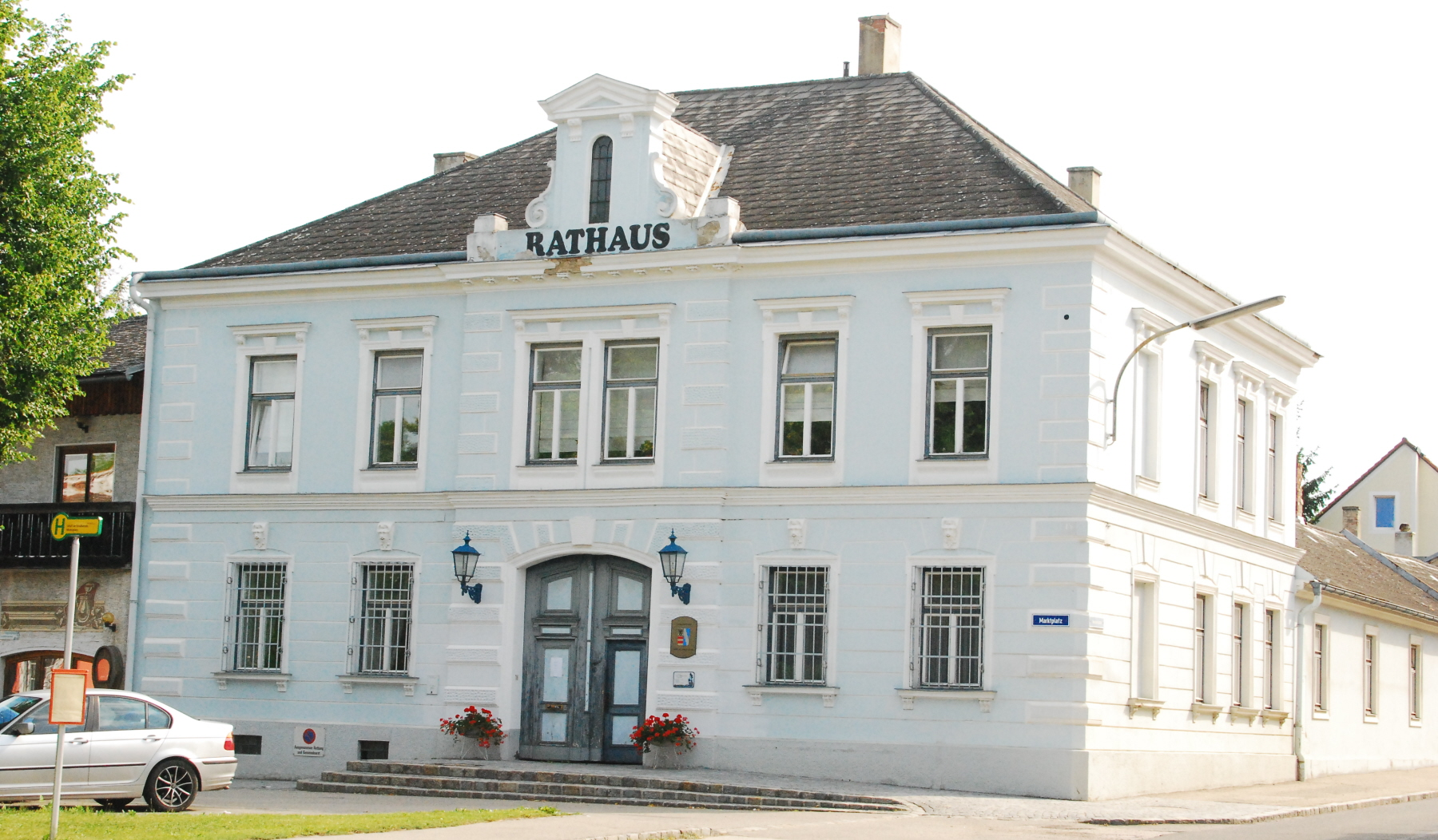
Rathaus

- Mit den Gemeinderatswahlen in Niederösterreich 1990 hatte der Gemeinderat folgende Verteilung: 16 ÖVP und 3 SPÖ.
- Mit den Gemeinderatswahlen in Niederösterreich 1995 hatte der Gemeinderat folgende Verteilung: 15 ÖVP und 4 SPÖ.[5]
- Mit den Gemeinderatswahlen in Niederösterreich 2000 hatte der Gemeinderat folgende Verteilung: 16 ÖVP und 3 SPÖ.[6]
- Mit den Gemeinderatswahlen in Niederösterreich 2005 hatte der Gemeinderat folgende Verteilung: 16 ÖVP und 3 SPÖ.[7]
- Mit den Gemeinderatswahlen in Niederösterreich 2010 hatte der Gemeinderat folgende Verteilung: 14 ÖVP, 4 SPÖ und 1 FPÖ.[8]
- Mit den Gemeinderatswahlen in Niederösterreich 2015 hatte der Gemeinderat folgende Verteilung: 12 ÖVP, 5 SPÖ und 2 FPÖ.[9]
- Mit den Gemeinderatswahlen in Niederösterreich 2020 hatte der Gemeinderat folgende Verteilung: 14 ÖVP, 4 SPÖ und 1 FPÖ.[10]
- Mit den Gemeinderatswahlen in Niederösterreich 2025 hat der Gemeinderat folgende Verteilung: 13 ÖVP, 4 SPÖ und 2 FPÖ.[11]

Bürgermeister
- 1945–1950 Leopold Hameseder
- 1950–1962 Josef Schuh
- 1962–1970 Eduard Huber
- 1970–1983 Peter Dolle
- 1983–1992 Hermann Schuh
- 1992–2019 Walter Harauer (ÖVP)
- seit 2019 Martin Leuthner (ÖVP)

## Kultur und Sehenswürdigkeiten
- Ruine Falkenberg

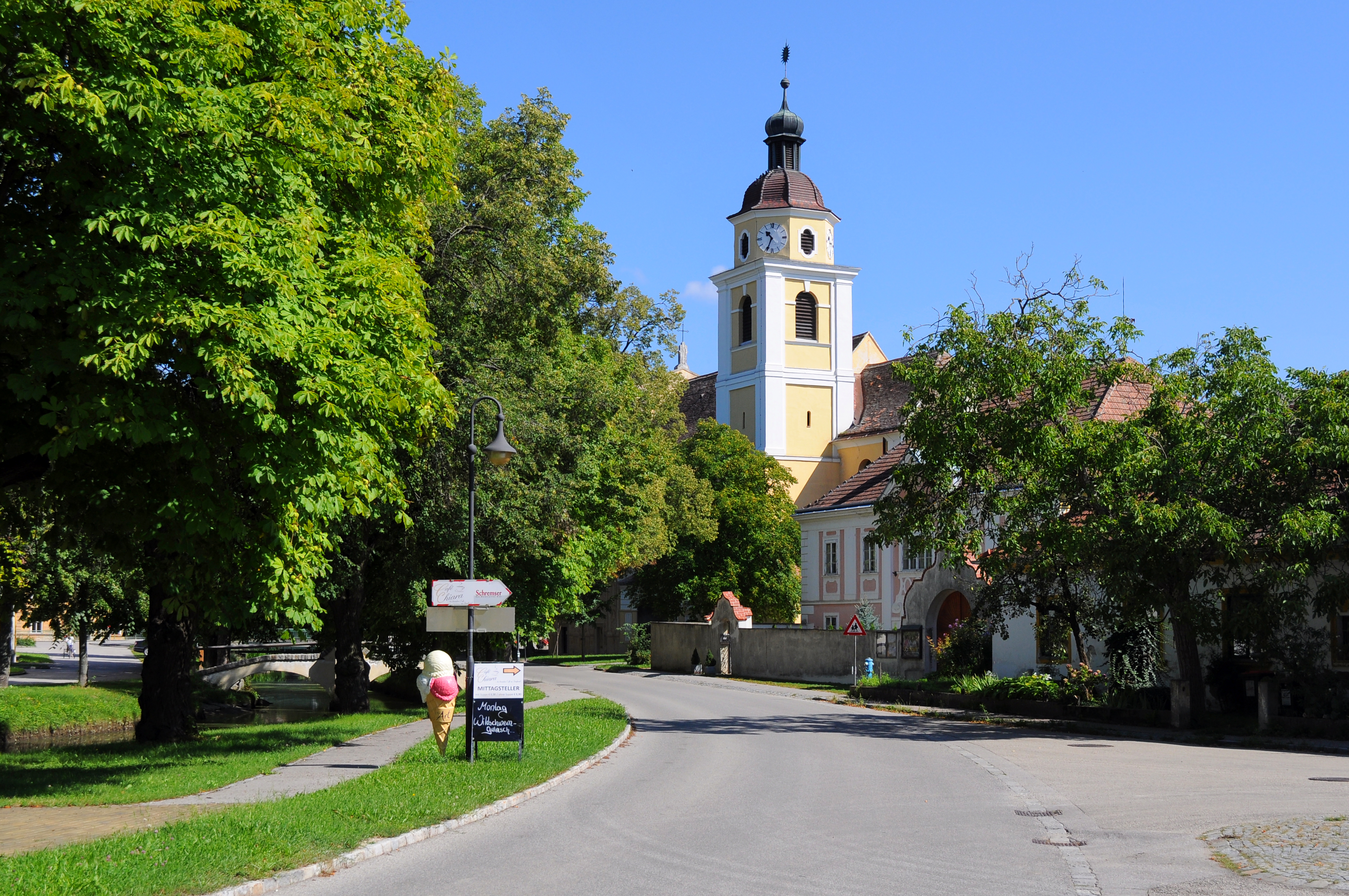
Pfarrkirche Straß im Straßertale

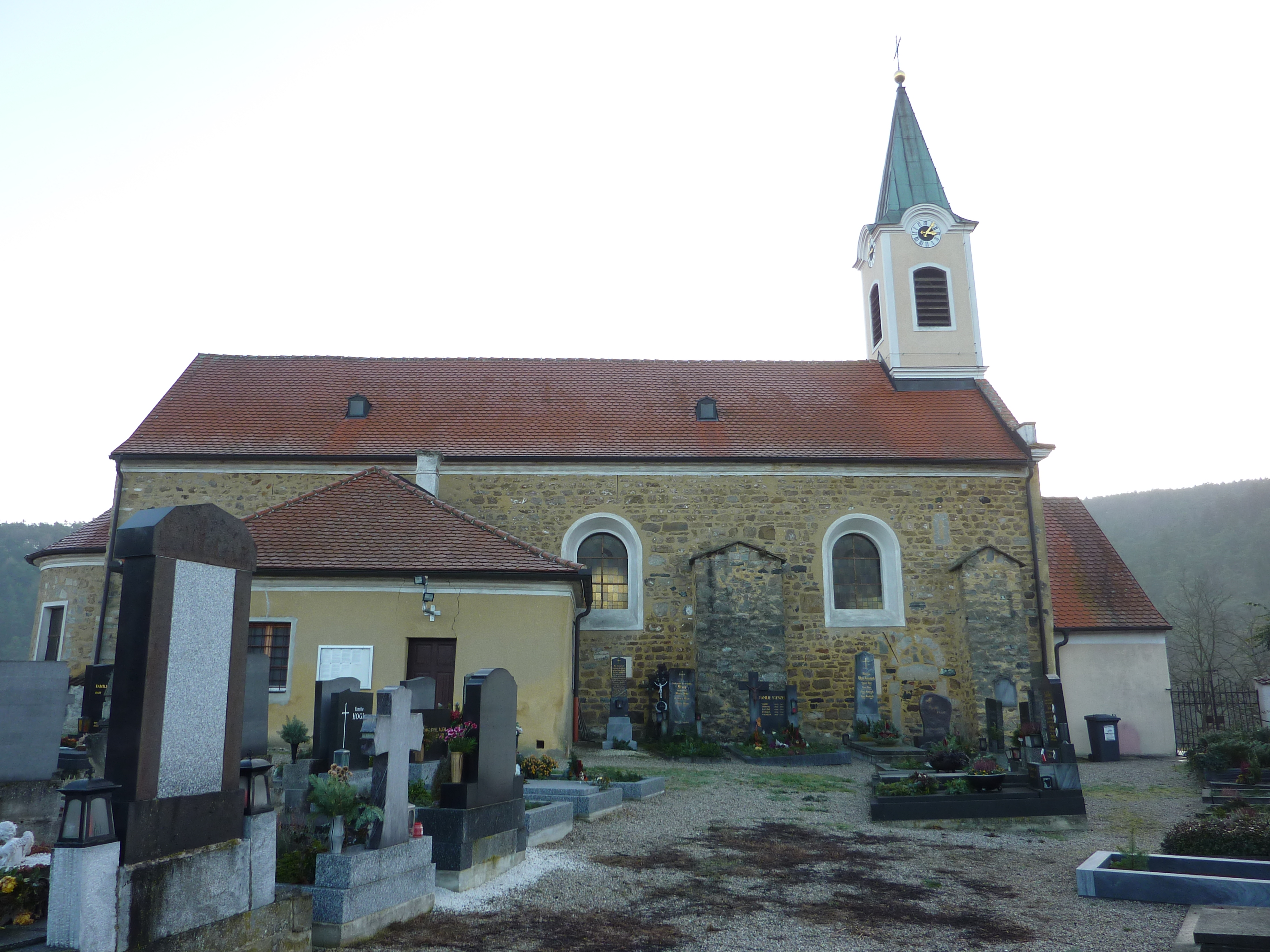
Pfarrkirche Elsarn im Straßertal

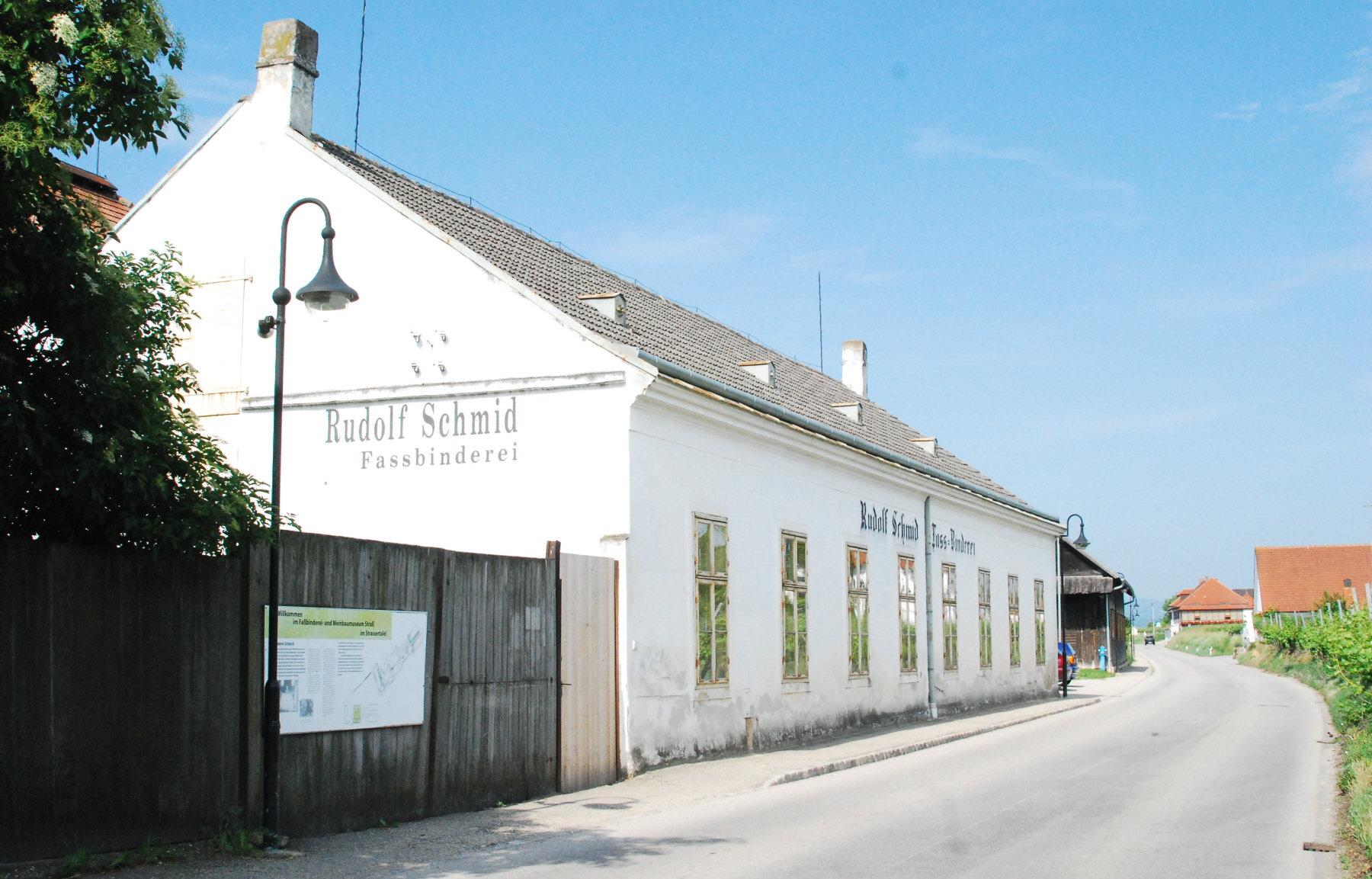
Weinbau- und Fassbindereimuseum Straß

- Katholische Pfarrkirche Straß im Straßertale Mariä Himmelfahrt mit angebauter Loretokapelle
- Katholische Pfarrkirche Elsarn im Straßertal hl. Margareta
- Freilichtmuseum „Germanisches Gehöft Elsarn“
- Weinbau- und Fassbindereimuseum Straß
- Feuerwehrmuseum Straß
- Fossilienschauraum Obernholz und Fossiliengrube Obernholz

## Wirtschaft
Im Jahr 2001 gab es 43 nichtlandwirtschaftliche Arbeitsstätten und nach der Erhebung 1999 159 land- und forstwirtschaftliche Betriebe. Die Zahl der Erwerbstätigen am Wohnort betrug nach der Volkszählung 2001 653. Die Erwerbsquote lag 2001 bei 46,34 Prozent. Zur Nahversorgung gibt es zwei Handelsbetriebe im Ort sowie mehrere Gewerbebetriebe. Den Hauptanteil der Unternehmen stellen zahlreiche Weinbaubetriebe, die auch Buschenschenken betreiben, und Beherbergungsbetriebe dar.

## Öffentliche Einrichtungen
In Straß befindet sich ein Kindergarten und eine Volksschule.

## Persönlichkeiten
- Ignatz Kaiser (1819–1895), Jurist, Politiker und Mitglied der Frankfurter Nationalversammlung
- Eduard Kaiser (1831–1911), Baumeister und Architekt